# Melodimakers: The Show
Melodimakers: The Show es el primer reality show mexicano, donde invitan al programa a 5 músicos de bandas y géneros diferentes, con la misión de hacer una canción en solo una hora, el programa les indica el género musical y el tema del que se hará la canción. Actualmente el programa se puede ver en todo Latinoamérica y España por el canal telehit. El creador del concepto se llama Mario Garnier. Es una producción de Surreal Labs LLC. Este show ha causado polémica pues los egos de los artistas invitados en varias ocasiones no han permitido que se lleve a cabo la canción y por otra parte algunas de las canciones que se han generado en tan solo una hora se han convertido en éxitos de la radio, el problema es que no hay derechos ni legislación para un programa con estas características. se trasmite por telehit los jueves en la noche.
- Datos: Q6009746